# Haselackers
Haselackers is een straat in de Emmense wijk Angelslo in de provincie Drenthe. Een hazelakker was een veld met hazelaars, die gebruikt werden voor de noten en/of hakhout. In de straat bevindt zich hunebed D47, ook bekend als rijksmonument 45375.